# جيمس ولف ريبلي
جيمس ولف ريبلي (بالإنجليزية: James Wolfe Ripley)‏ هو ضابط أمريكي، ولد في 10 ديسمبر 1794 في مقاطعة ويندهام في الولايات المتحدة، وتوفي في 16 مارس 1870 في هارتفورد في الولايات المتحدة.